# Aeroportul San Tomé
Aeroportul San Tomé (IATA: SOM, ICAO: SVST) este un aeroport din San Tomé⁠(d), Municipio Freites⁠(d), Anzoátegui, Venezuela ce deservește zona El Tigre⁠(d).
Situat la o altitudine de 255 m, aeroportul dispune de o singură pistă.